# Eraoranhan
Eraoranhan – w religii mieszkańców kanaryjskiej wyspy El Hierro, najwyższy bóg, którego domeną była opieka nad mężczyznami, podczas gdy kobietami opiekowała się bogini Moreyba.
Według wierzeń mieszkańców wyspy Eraoranhan i Moreyba rezydowali na skałach Bentayga. Miejscowe podania głosiły, że Eraoranhan w wyznaczonym dniu miał powrócić na wyspę na „wielkim, białym domu”. Wierzenie to pomogło Jeanowi de Béthencourtowi zająć wyspę bez oporu mieszkańców, którzy wzięli go za boga. Po przyjęciu chrześcijaństwa Jezus był czczony przez Guanczów pod imieniem Eraoranhan.